# Torneo de la División I de Baloncesto Masculino de la NCAA de 1946
El Torneo de la División I de Baloncesto Masculino de la NCAA de 1946 fue el séptimo que se celebró para determinar el Campeón de la División I de la NCAA. Llegaron 8 equipos a la fase final, disputándose el partido por el campeonato en el Madison Square Garden en Nueva York.
Los ganadores fueron el equipo de la Universidad de Oklahoma A&M, que lograban su segundo título consecutivo, derrotando en la final a la Universidad de Carolina del Norte.

## Equipos
| Equipo         | Entrenador     | Conferencia         | Puesto final         | Último rival   | Marcador |      |
| Este           | Este           | Este                | Este                 | Este           | Este     | Este |
| -------------- | -------------- | ------------------- | -------------------- | -------------- | -------- | ---- |
| Harvard        | Floyd Stahl    | EIBL                | 4º puesto Regional   | NYU            | P 67-61  |      |
| NYU            | Howard Cann    | Middle Atlantic     | 3.er puesto Regional | Harvard        | G 67-61  |      |
| North Carolina | Ben Carnevale  | Southern Conference | Finalista            | Oklahoma A&M   | P 43-40  |      |
| Ohio State     | Harold Olsen   | Big Ten             | 3.er puesto          | California     | G 63-45  |      |
| Oeste          |                |                     |                      |                |          |      |
| Baylor         | Bill Henderson | Southwest           | 4º puesto Regional   | Colorado       | P 59-44  |      |
| California     | Nibs Price     | Pacific Coast       | 4º puesto            | Ohio State     | P 63-45  |      |
| Colorado       | Frosty Cox     | Skyline             | 3.er puesto Regional | Baylor         | G 59-44  |      |
| Oklahoma A&M   | Henry Iba      | Missouri Valley     | CAMPEÓN              | North Carolina | g 43-40  |      |

## Fase final
* – Denota partido con prórroga.
|  | Cuartos de final | Cuartos de final |                |              | Semifinales | Semifinales |            |                | Final        | Final |  |
|  |                  |                  |                |              |             |             |            |                |              |       |  |
|  |                  |                  |                |              |             |             |            |                |              |       |  |
|  | Ohio State       | 46               |                |              |             |             |            |                |              |       |  |
|  | Ohio State       | 46               |                |              |             |             |            |                |              |       |  |
|  | Harvard          | 38               |                |              |             |             |            |                |              |       |  |
|  | Harvard          | 38               |                | Ohio State   | 57*         |             |            |                |              |       |  |
|  |                  |                  |                | Ohio State   | 57*         |             |            |                |              |       |  |
|  |                  |                  | North Carolina | 60           |             |             |            |                |              |       |  |
|  | North Carolina   | 57               | North Carolina | 60           |             |             |            |                |              |       |  |
|  | North Carolina   | 57               |                |              |             |             |            |                |              |       |  |
|  | NYU              | 49               |                |              |             |             |            |                |              |       |  |
|  | NYU              | 49               |                |              |             |             |            | North Carolina | 40           |       |  |
|  |                  |                  |                |              |             |             |            | North Carolina | 40           |       |  |
|  |                  |                  | Oklahoma A&M   | 43           |             |             |            |                |              |       |  |
|  | Oklahoma A&M     | 44               | Oklahoma A&M   | 43           |             |             |            |                |              |       |  |
|  | Oklahoma A&M     | 44               |                |              |             |             |            |                |              |       |  |
|  | Baylor           | 29               |                |              |             |             |            |                |              |       |  |
|  | Baylor           | 29               |                | Oklahoma A&M | 52          |             |            | Tercer lugar   | Tercer lugar |       |  |
|  |                  |                  |                | Oklahoma A&M | 52          |             |            | Tercer lugar   | Tercer lugar |       |  |
|  |                  |                  | California     | 35           |             |             |            |                |              |       |  |
|  | California       | 50               | California     | 35           |             |             | Ohio State | 63             |              |       |  |
|  | California       | 50               |                |              |             |             | Ohio State | 63             |              |       |  |
|  | Colorado         | 44               |                |              |             |             |            |                | California   | 45    |  |
|  | Colorado         | 44               |                |              |             |             |            |                | California   | 45    |  |
|  |                  |                  |                |              |             |             |            |                |              |       |  |